# Hà Hoàng Hải
Hà Hoàng Hải (ur. 18 września 1977 w Bắc Giang) – wietnamski dyplomata, od 21 maja 2024 ambasador nadzwyczajny i pełnomocny Socjalistycznej Republiki Wietnamu w Rzeczypospolitej Polskiej.
Od grudnia 2006 do marca 2009 był pracownikiem Departamentu Europy Ministerstwa Spraw Zagranicznych, od marca 2009 do listopada 2011 zastępca Kierownika Wydziału Europy Środkowej i Wschodniej w Departamencie Europy, od listopada 2011 do listopada 2013 kierownik Wydziału Europy Środkowej i Wschodniej w Departamencie Europy. Od listopada 2013 do kwietnia 2017 II sekretarz, a następnie I sekretarz Ambasady Wietnamu w Warszawie. Od kwietnia 2017 do stycznia 2018 pracownik Departamentu Europy, od stycznia 2018 do sierpnia 2021 szef Wydziału Europy Środkowej i Wschodniej, następnie zastępca Dyrektora Generalnego Departamentu Europy, Ministerstwo Spraw Zagranicznych.
Od 21 maja 2024 Ambasador Socjalistycznej Republiki Wietnamu w Rzeczypospolitej Polskiej, akredytowany także w Republice Litewskiej.
Magister zarządzania biznesem, magister prawa, doktor nauk ekonomicznych w Polsce. Zna język polski i angielski. Żonaty, 3 dzieci.